# Kungsmarkskyrkan
Kungsmarkskyrkan är en kyrka belägen i Kungsmarken i Karlskrona. Den började uppföras 1974 och invigdes året därpå 2 augusti 1975, då under stora protester från Sunnadalskolans elever som tidigare använt marken för rekreation. Arkitekt var Anders Berglund, Värnamo. Kyrkan rymmer cirka 250 personer.
Korset inne i kyrksalen är gjort i keramik av Karlskronakonstnären Alf Jarnestad. Förutom själva kyrkosalen finns stora ytor för allmänna aktiviteter, delar av dessa har länge utnyttjas som en form av extra uppehållsrum av Sunnadalskolans elever.

## Orglar
- Kyrkans första orgel var samtida med kyrkan och byggdes 1975 av J. Künkels Orgelverkstad, Lund.[1] Den hade 6 stämmor och mekanisk registratur och traktur. Orgeln var placerad vid koret.

| Huvudverk (I)     | Pedalverk (P) | Koppel |
| ----------------- | ------------- | ------ |
| Gedackt 8' B/D    | Subbas 16'    | I/P    |
| Principal 4' B/D  |               |        |
| Rörflöjt 4' B/D   |               |        |
| Oktava 2' B/D     |               |        |
| Mixtur 3 chor B/D |               |        |

- Den nuvarande orgeln byggdes 1993 av Sune Fondell på Ålems Orgelverkstad och har sexton stämmor fördelat på två manualer och pedal. Mekanisk registratur och traktur. Fondellorgeln ersatte Künkelorgeln från 1975, men eftersom den var betydligt större än sin föregångare placerades den nära väggen vid kyrksalens ena kortsida.

| Huvudverk (I) C-g3    | Bröstverk (II) C-g3 | Pedal (P) C-f1             | Koppel |
| --------------------- | ------------------- | -------------------------- | ------ |
| Borduna 16' B/D (*)   | Gedackt 8'          | Subbas (*växelreg.)        | I/P    |
| Principal 8' (fasad)  | Fugara 8' (från c0) | Flöjt 8' (**växelreg.)     | II/P   |
| Dubbelflöjt 8' (**)   | Principal 4'        | Octava 4' (***trans.)      | II/I   |
| Flûte d'amour 8'      | Tracersflöjt 4'     | Trumpet 8' (****växelreg.) |        |
| Octava 4' (***)       | Waldflöjt 2'        |                            |        |
| Flöjt 4'              | Oboe 8'             |                            |        |
| Octava 2'             | Tremulant           |                            |        |
| Scharf III            |                     |                            |        |
| Cornett III (från b0) |                     |                            |        |
| Trumpet 8' B/D (****) |                     |                            |        |